# ラッドブルック・グローブ列車衝突事故
ラッドブルック・グローブ列車衝突事故（ラッドブルック・グローブれっしゃしょうとつじこ、英語:Ladbroke Grove rail crash）は、1999年10月5日にイギリス・ロンドンのパディントン駅付近で発生した列車同士の衝突事故である。

## 事故の概要
午前8時6分発ベドウィン行テムズ・トレインズの165/1形気動車「ターボ」（3両編成）とチェルトナム発パディントン行ファースト・グレート・ウェスタンの高速列車(HST、8両編成)が、パディントン駅から約3 kmの地点で正面衝突し、31名が死亡し、523名が重軽傷を負った。
乗員・乗客は高速列車で421名、気動車で147名であった。

## 原因
気動車側の運転士が赤信号を日光反射により黄信号と誤認して通過したこと、赤信号でも黄色信号でも動作が同じであったなど運転席の警報システムの欠陥、及び、指令所職員の高速列車側への赤信号への切り替えが遅れたことの3点が挙げられる。